# Assassin's Creed: De duistere kruistocht
Assassin's Creed: De duistere kruistocht (Engels: Assassin's Creed: The Secret Crusade) is een Amerikaans thrillerroman geschreven door Oliver Bowden gebaseerd op het computerspel Assassin's Creed. Het boek werd in het Nederlands vertaald door Anne Douqué en uitgegeven in september 2014. Chronologisch in het verhaal is De duistere kruistocht de eerste roman in de boekenserie van Assassin's Creed, maar het boek kwam pas na Assassin's Creed: Renaissance en Assassin's Creed: Broederschap op de markt. 

## Verhaal
De duistere kruistocht volgt Altaïr Ibn-La'Ahad, verteld door Niccolò Polo. De roman beschrijft het leven van Altaïr, een Assassijn. Het verhaal begint met de dood van zijn vader. Altaïr ziet met eigen ogen hoe zijn vader wordt geëxecuteerd voor de ongewilde dood van een adellijke. Enige tijd later ziet hij ook hoe een van zijn vaders Assassijnen zelfmoord pleegt uit schuldgevoel om de dood van Altaïrs vader. Altaïr begint al snel te trainen onder Al Mualim, leider van de Orde der Assassijnen, die hem beveelt niets tegen zijn mede-Assassijn Abbas te vertellen over de zelfmoord van zijn vader. Ondanks deze waarschuwing vertelt Altaïr het tegen Abbas, die het nieuws met verdriet aanhoort. Het nieuws dat Abbas' vader zelfmoord pleegde leidt tot problemen tussen hemzelf en Altaïr. De duistere kruistocht slaat dan vele jaren over tot het punt waar een oude Altaïr, zijn vrouw Maria en hun zoon Darim terugkeren naar Masyaf, Altaïrs woning, na de succesvolle moord op Dzjengis Khan. In hun afwezigheid heeft Abbas Masyaf overgenomen en zichzelf benoemd tot 'meester van de Assassijnen', waarbij hij de mensen leidt door middel van angst en geweld. Altaïr blijft kalm en ontdekt dat, hoewel hem verteld was dat zijn zoon Sef naar Alamoet was gereisd, zijn zoon in werkelijkheid vermoord is door Malik. Malik is gevangengenomen, maar beweert onschuldig te zijn. Altaïr bevrijdt hem uit de gevangenis, met het plan Abbas te confronteren en zijn plek terug te eisen als meesterassassijn. Deze plannen worden gedwarsboomd wanneer Abbas Malik doodt en Altaïr beschuldigt van zijn dood. Uit woede gebruikt Altaïr zijn appel uit het paradijs om de man te doden die verantwoordelijk is voor de dood van Sef, maar hij veroorzaakt ook per ongeluk Maria's dood. Geraakt door het verlies van zijn zoon en zijn vrouw, verlaat Altaïr Masyaf. Jaren later wordt een handelaar genaamd Muhklis gered door Altaïr uit de handen van woestijnbandieten. Inmiddels is hij een oude man in de zeventig. Muhklis neemt een gewonde Altaïr mee terug naar zijn woning in Masyaf en stemt ermee in hem te helpen zijn plek terug te eisen. Ze hopen Masyaf terug te veroveren met zo weinig mogelijk bloedvergieten. Ze worden bijgestaan door een aantal jonge mannen die tegen Abbas zijn en trainen op de traditionele manier van de Assassijnen, die zijn genegeerd tijdens Abbas' heerschappij. Zij bestormen samen het kasteel met de inwoners van Masyaf, vechtend langs Abbas' mannen, maar doden ze alleen wanneer het per se nodig is. Altaïr staat voor de laatste keer tegenover Abbas, waarbij hij hem dood met zijn aan zijn verborgen mes gebonden pistool. Met de dood van hun leider leggen Abbas' mannen hun wapens neer en Altaïr wordt uitgeroepen tot leider van de Assassijnen. Het laatste hoofdstuk laat zien dat Ezio Auditore da Firenze de lezer is, op een boot die aankomt bij Constantinopel, in het tweede deel van de gebeurtenissen in Revelations.